# مريم نرمة
مريم نرمة هي أول وأقدم صحافية عراقية، وأسمها مريم نرمة رفائيل يوسف رومايا، ولدت في بغداد، في 3 نيسان 1890، وقيل في عام 1885م، وأصل أسرتها كلداني من مدينة تلكيف، واسم نرمة هو كلمة فارسية تعني لطيفة، ودخلت المدرسة الابتدائية وأنهتها في عمر 12 سنة، اذ كانت تسكن دارا في محلة القاطر خانة والتي هي اليوم مبنى الثانوية الجعفرية في شارع الوثبة، وكانت متفوقة في المدرسة وبدأت تكتب المقالات الاجتماعية في الجرائد والصحف بعد انتهاء الحرب العالمية الأولى في بداية القرن العشرين، ثم أشتغلت في مهنة التعليم، وتزوجت بمنصور كلوزي الموظف في دائرة الكمارك عندما بلغت الثالثة والعشرين من العمر، وكانت والدتها قبل زواجها تريد منها أن تتعلم الخياطة والتطريز وأن تكون راهبة، وعرفت بالتدين وقراءة الكتب الدينية والتأريخية والإنجيل، وقد أهدت معظم كتبها التي جمعتها إلى المعهد الديني الكهنوتي للطائفة المسيحية. 
بدأت مريم نرمة الكتابة في مجلة دار السلام في عام 1921 وكانت تعمل في جريدة المصباح ونشرة الأحد، وأصدرت جريدة (فتاة العرب) في عام 1937 التي قدمتها خدمة للمجتمع النسائي، وصدر من هذه الجريدة 25 عددا في ستة أشهر وكان العدد الأول منها عددا ممتازا يحتوي على 16 صفحة وبقية الأعداد تحوي 8 صفحات وكان طابع الجريدة اجتماعيا، كما وُصفت وكتب عنها لغرض الإصلاح والإرشاد للمرأة العراقية.
وتعتبر نرمة أول امرأة عراقية طالبت بحقوق المرأة العراقية، وكانت تحرص على انتقاد الفتيات من أجل إصلاحهن وكتبت مقالا في مجلة (نشرة الأحد) عنوانه حلم الربيع وكان مقالا طويلا نشر في 11 صفحة انتقدت فيه مدرسة الراهبات لارتداء طالباتها الأزياء العصرية.
ولقد سكنت منطقة الكرادة الشرقية في بغداد ووضعت لوحة على باب دارها كتب عليها فتاة العرب. 
ولديها مذكرات مخطوطة جاهزة للطبع وهي في مجلدين كل مجلد يحتوي على 250 صفحة، يتضمن الأول مذكراتها العائلية والسياسية والأدبية والثاني رأيها بالصحافيين العراقيين.
ولقد كرمتها وزارة الثقافة والإعلام العراقية في عام 1969 لأنها من رائدات الصحافة النسائية وذلك في اثناء الاحتفال بمناسبة مرور مائة عام على تأسيس الصحافة العراقية وصدور جريدة الزوراء.
لقد كانت مريم نرمة في مقدمة الداعيات إلى نهضة المرأة العراقية وتعلمها، ونشرت في عام 1924 مقالاً في مجلة المصباح البغدادية بعنوان العيشة الزوجية، قسمتها إلى قسمين (هنية وشقية) وقالت إن العيشة الهنية ترتكز على الحب والطاعة والعفة والصفات المحمودة والأخلاق الحسنة وقالت إن سعادة الزواج تكون بالمحبة واتحاد الزوجين بقلب واحد ونفس واحدة ، وصاحب الأخلاق الراقية يجب أن يكون معلما حاذقا ومديرا نشيطا لزوجته يجد ويجتهد لإعالة زوجته وأولادهِ.
لقد أرتأت أن تكون الزوجة تلميذة ذكية فطنة تسمع نصائح زوجها وتنفذ أوامره وتقوم بجميع أعمال منزلها وتربي أولادها خير تربية وتمارس الاقتصاد لتكون زوجة صالحة وأما فاضلة، ووصفت الشقاء الزوجي وما يلاقيه من القسوة والشراسة والعجرفة لا سيما لدى العوائل التي قامت على الزواج طمعا بالمهور العالية أو شغفا بالجمال الزائل والمحبة الفاسدة، ولم تبخل في نهاية الأمر بنصائحها في الزواج وتكوين الأسرة الصالحة القائمة على الاخلاق والحب والفضيلة.

## وفاتها
توفيت في بغداد عام 1972.